# 假若愛有期限
《假若愛有期限》（英語：If Love Was Not Timeless，前名《剎那未來》）是香港電視娛樂所製作的電視劇，於2018年11月16日至12月14日逢星期一至五23:30於ViuTV播出。劇集由林耀聲、談善言、朴正花、陳子豐、黃溢濠、盧鎮業、麥詠楠、劉俊謙、艾　威、河國榮主演。本劇改編自網絡作家藍橘子的小說《假若要為愛情加上一個期限》，遠赴韓國取景，由香港年輕偶像林耀聲、文青女神談善言、獨立電影偶像盧鎮業，加上韓國女團EXID成員朴正花等，帶觀眾進入一個充滿殺機的未來世界。

## 故事大綱
2025年醫學科技取得巨大突破，人類可以活至一百四十歲。為解決人類壽命延長出現的社會問題，政府在2045年推出「時限法」，所有人所做的任何事，都有時間限制相愛時限是四個月零十四日，時限到一定分手……
2060年，VR技術已發展到可普及地隨身應用，視覺、聽覺、嗅覺都可用VR，每人身上都戴著VR隱形眼鏡、微型耳機及鼻塞，所有人都活在半虛擬的世界裏。人類已經可以單靠環境所產生的廢料，製造足夠的能源。各國政府已經放棄環保，完全放任企業、市民污染環境。反正用了VR，每人仍然生活在完美的世界裏。
2060年，「時限法」全面生效，任何行為都有時限，談戀愛的時限是四個月零十四日，時限到必須分手。從配對成功的一刻開始，阿嵐和子晴的關係正式開始倒數。但是阿嵐並不知道，在這段愛情背後，隱藏著很多不為人知的秘密與過去，將他捲入一個又一個危險的漩渦，背叛、陰謀、互相出賣，迫使阿嵐作出終極反擊，但代價可能是失去一切⋯

## 角色列表

### 反抗時限法組織
| 演員                | 角色   | 簡介 | 出場集數                                 |
| 林耀聲              | 鄧子嵐 | 數據公司主管 子晴之男友 詠詩之前男友 阿達的好友，後反目 第9集因背叛時限法、教唆他人背叛時限法、偷渡、綁架而被判入勞改營三年 第13集由勞改營釋放 第18集成為反抗時限法組織第三任領袖 第20集加入政府，實為臥底 | 第1至6集、 第9至20集                     |
| 談善言              | 子晴   | 於書店工作 鄧子嵐之女友 阿偉、阿達之前女友 第9集注射青春劑 第13集被檢察部進行洗腦 第16集記起以往的事情 | 第2集起                                  |
| 陳子豐              | 阿偉   | 督察 子晴之前男友，但不想與她斷絕關係 第5集被檢察部植入追蹤器，第11集被阿輝取出 第13集成為反抗時限法組織的成員 第18集被阿梓殺死                                                                            | 第1至2集、 第4至18集                     |
| 河國榮              | 阿深   | 森哥 「伊甸」療養院花王，實為反抗時限法組織第一任領袖 治療時決定放棄以往身分和記憶 | 第15至17集                               |
| 黃溢濠              | 爸爸   | 夜店酒保 反抗時限法組織第二任領袖 第15集被阿梓殺死 | 第1至3集、 第5集、 第10至13集、 第15集   |
| 盧鎮業 童年：孫準彬 | 阿敏   | 反抗時限法組織的成員 從小到大在孤兒院裏長大 因違反時限法而被送去勞改營進行洗腦但不成功 第12集由勞改營釋放 第15集被阿梓殺死                                                                                 | 第11至15集、 第18集                      |
| 曹震豪              | 阿輝   | 反抗時限法組織的成員 精通科技產品 | 第11集、第13集、 第15至16集、 第18至20集 |
| 劉 泉               | A      | 反抗時限法組織的成員 第20集被檢察部進行洗腦但不成功 | 第12至16集、 第18至20集                  |

### 政府
| 演員                | 角色       | 簡介                                                                                               | 出場集數                                                   |
| 艾 威               | 總統       | 殺死阿梓                                                                                           | 第17集、第20集                                             |
| 麥詠楠 童年：黃智瑜 | 阿梓       | 複製人型號205931F 反抗時限法組織的成員，實為政府派來的臥底 殺死爸爸、阿敏、阿偉 第20集被總統殺死   | 第9集、 第11至13集、 第15至20集                            |
| 王慶南              | 檢察部主管 | 複製人 第10集被阿達發現為複製人 第20集被鄧子嵐殺死                                                 | 第3集、 第5至6集、 第9至10集、 第12集、第14集、 第19至20集 |
| 岑珈其              | 陳俊       | 複製人編號20607 數據公司職員 毒男、思想單純 第2集被殺手殺死後更換成新型號 第10集被阿達發現為複製人 | 第1至4集、 第9至10集                                       |
| 余逸思              | 檢察官     | 複製人、夜店客人                                                                                   | 第1至3集、 第5至6集                                        |
| 譚凱倫              | 殺手       | 複製人、夜店客人 殺死陳俊杰、阿東、阿良、阿達                                                        | 第1至4集、 第6集、第10集                                   |

### 友情演出／特別演出
| 演員   | 角色 | 簡介 | 出場集數             |
| 朴正花 | 詠詩 | 反抗時限法的複製人 阿嵐之前女友，於期限過後仍不希望與阿嵐分手 阿良的好友 第1集被警方追捕 第14集因其四年的壽命結束而死亡 | 第1集、第14集        |
| 劉俊謙 | 阿達 | 數據公司職員 Eva之女友 子晴之前男友 阿嵐的好友，後反目 曾被送去勞改三個月 第10集被殺手殺死                              | 第1至6集、 第9至10集 |
| 陳俞希 | Eva  | 阿達之男友 | 第1至3集、 第5至6集  |
| 楊偲泳 | 婆婆 | 1923年出生，現時為140歲 「伊甸」療養院負責人 為森哥、子晴進行治療                                                       | 第14至17集           |

### 其他角色
| 演員                 | 角色              | 簡介                                                                                | 出場集數              |
| 林聞恩               | Jenny             | 數據公司職員                                                                        | 第1至3集              |
| 呂喬恩               | Sandy             | 數據公司職員                                                                        | 第1集、第3集          |
| 金聖坤 辛亨根 鄭炫奎 | 警察              | 逮捕違反時限法的人                                                                  | 第1集                 |
| 陳子沛               | 警察              |                                                                                     | 第3集                 |
| 李安健 廖安迪        | 警察              |                                                                                     | 第4集、第6集、 第19集 |
| 十仔                 | 警察              |                                                                                     | 第4至6集、 第12集     |
| 陳礎樑               | 警察              |                                                                                     | 第7集                 |
| 甄思羽               | 阿東              | 警察 阿偉的下屬 第4集於後巷被殺手殺死                                               | 第3至4集              |
| 皓 聖                | 偉的上司          |                                                                                     | 第4至5集              |
| 應智越               | 阿良              | 複製人 反抗時限法組織的成員 希望傳承印刷技術的傳統 詠詩、阿梓的好友 第6集被殺手殺死 | 第5至6集              |
| 李石美儀             | 子晴母親          |                                                                                     | 第7集、第13集         |
| 趙詠瑤               | Milkbaby BB Leung | 第8集被車撞至重傷 第9集被阿偉殺死                                                   | 第7至9集              |
| 葉慧詩               | 護士              |                                                                                     | 第7至9集              |
| 顧嘉琪 潘玲          | 子晴朋友          |                                                                                     | 第7至8集              |
| 米露迪               | Sammy             | 第8集注射青春劑                                                                     | 第7至8集              |
| Kitty                | 青春劑廣告少女    |                                                                                     | 第8集                 |
| 湯袖歡               | 青春劑廣告老婦    |                                                                                     | 第8集                 |
| 何沛新               | 酒客              |                                                                                     | 第8集                 |
| 林俊傑               | 獄卒              |                                                                                     | 第12至13集            |
| 張柏俊 李雅論 彭紀賢 | 小孩              |                                                                                     | 第12集                |
| 陳賢                 | 護士              | 「伊甸」療養院護士                                                                  | 第14至15集            |
| 譚健禾 袁旭昌 李俊軒 | 組織成員          |                                                                                     | 第19至20集            |

### 聲音演出
| 演員   | 角色     | 簡介               |
| 艾 威  | 聲音導航 | 負責每集開頭的旁白 |
| 岑君宜 | 人工智能 |                    |

## 每集開場白
| 集數   | 開場白 |
| 第1集  | 我祖父母那一代，根本不能想像人類能活到140歲。但當你可以活得這麼久的時候，你又可以做甚麼？彷彿墮進了深淵，永遠也跌不到谷底一樣。也許唯一能走出這個爛攤子的方法，就是死亡。 |
| 第2集  | 人類對愛情，經常有種不切實際的期望，既矛盾又自私，明明不可能天長地久，但又不斷催眠自己，要每段愛情都永恆。很多人認為，時限法最大的貢獻，應該是限制所有人只能相愛四個月。時間到了，一定要分手，沒有責任，亦互不相欠。這個的確是資訊革命以來，社會進步的一個里程碑。                                                                                     |
| 第3集  | 時限法被很多人認為是世上最公平的法律，除了名正言順，每四個月可以更換伴侶之外，更因為相愛時間有限，大家只會更加珍惜和忍讓對方。僱主不可以逼員工超時工作，否則僱主就會受罰。違反時限法的人要受罰，懲罰的方法有時還挺嚴重。當然，有如所有法律，總會有些人用盡方法去找到一個介乎犯法與不犯法的灰色地帶。                                                   |
| 第4集  | 現在的世界，所有東西都虛擬化，一開啟虛擬系統，一切不想看見的東西，都會變好、變美，不存在的東西可以變真，你想怎樣騙自己也行。究竟是莊周夢蝶，還是蝶夢莊周，水管得這麼多？大家只是找藉口和方法，令自己的生命過得好一點，沒有人會願意赤裸地面對真實。 |
| 第5集  | 每個人都有秘密，但當我們所有用過、買過、看過、跟誰溝通過，全部被記錄起來的時候，我們的秘密已經不再是秘密。一個沒有秘密的世界，似乎也沒有自由，但這一切都是我們心甘情願付出的，還急不及待地登記成為用戶。當有一天，我們早上起床發現，我們的生活是全面被監控的時候，似乎只有我們自己可以怪責，我們已經生活在一個這樣的世界裏。                           |
| 第6集  | 在我們現在這個互不信任的年代，忠誠、義氣、友情、愛情……通通全無價值。只要有任何利益，無論這個利益是多或少，不用多想就可以反口、割蓆、改變立場。互相出賣根本是人之常情，全世界只有自己才能相信，只有自己才不會出賣自己，這個就是我們的世界。 |
| 第7集  | 貪心是人的天性，當人可以延長壽命之後，大家就更渴求保持青春。科學家最後研究出保持青春的方法，就是注射「青春劑」，但青春劑的價錢，根本不是一般人能負擔得起，所以「青春」已經變成社會上精英份子的代號。當你不再青春的時候，就會掉進社會的最低層，青春劑加上貪婪，就是控制人民最有力的工具。                                                               |
| 第8集  | 為了愛情，人往往會做出一些十分愚蠢的行為。多年後再回頭看，可能會覺得當時的自己太衝動、太幼稚，或許這就是青春。但是一不小心，這把青春之火隨時可以將人的一生吞噬。往後的一生，都要為一刻的衝動付出代價。 |
| 第9集  | 在現今世代，承諾是一種易說難做的事。一生一世，很輕易說出口，有多少人會記得自己曾經許下的承諾，愛人、經紀、售貨員，似乎許諾的人大多都想在被承諾者身上得到好處，但又何必那麼認真，聽的人只需要一個藉口，推動他做已經決定要做的事。對我來說，承諾跟空談沒有分別。                                                                                         |
| 第10集 | 在現今這個社會，只要有利益，人可以出賣任何東西，出賣尊嚴、肉體，已經是平常事。要往上爬，就要出賣一些其他人想不到、做不出的事。很明顯，我在過去的日子裏，已經賣盡我可以出賣的東西。但年輕的你可能因為太急進，想往上爬而不顧一切，你要小心的是連自己也出賣了，這樣就會變得一無所有。                                                                     |
| 第11集 | 有人說，越想忘記的事越難忘記，我說說這些話的人，根本在自欺欺人，他們根本不想忘記那些事。說這些話，只是自我浪漫，陶醉一番。試問你會不會記得，你以前做過的損人不利己的事嗎？胡亂投訴別人，害人丟了工作？在生活和工作上欺凌弱者？我已經忘記了我不想記起的事。                                                                                             |
| 第12集 | 有時夢境總比現實還要真，但在夢境裏面，就有這種現實沒有的安全感，令人覺得……無論夢境多麼危險或傷心，一覺睡醒就會回到現實。往往就是這種安全感，令人對做夢產生難以自拔的依賴。就是這種對安全感的依賴，令我們的洗腦計畫那麼成功，因為每個人都想逃離現實，很多時只是沒有藉口。                                                                               |
| 第13集 | 起初沒有人想到，資訊科技的發展會完全摧毀婚姻制度。自從交友網、偷情網興起之後，結婚慢慢變成只是為了滿足社會上的需要，例如買房子、供養子女等等。在人能夠長久保持青春之後，根本不需要結婚。現在再不會有人覺得《羅密歐與茱麗葉》是浪漫，一段關係有多美好，別離的時候就有多痛。既然已經知道結果，又何必投放太多感情。現代人對愛情，已經有了一種全新的定義。 |
| 第14集 | 如果要用一個詞語代表現在的社會狀況，我覺得一定是「歧視」，所謂社會分化，將人標籤化，其實一言敝之，就是互相歧視。我看不起你，你又嫉妒我。老實說，一個互相歧視的社會，正正就是極權政府崛起之時。過去人類的歷史是這樣，現在也是這樣。 |
| 第15集 | 人真的很容易受騙，但到底人是容易受騙，還是他們其實只是想聽謊話。我想答案，大家自己也很清楚。當一個社會裏全部人都在自欺欺人，所謂理想和信念，全部都是謊話的時候，代表這種社會最需要的是時限法。 |
| 第16集 | 時間應該是世界上最公平的東西，每人每天都有24小時，沒可能多，亦沒可能少。但偏偏在我們這個社會裏，人對任何事都已經完全失去信任，包括時間，最後連時間也要立法規管。你說人類文明來到這種地步，變得多悲哀。 |
| 第17集 | 有一個西方民主國家的律師曾經說，「民主社會是適合愚蠢的人居住，因為民主社會會儘量保障他們的人權，不會被淘汰。而獨裁社會就適合聰明人，因為聰明人可以在任何環境生存，甚至成功。」如果他說的都是真的，是否可解釋為何現在的議員、高官會如此沒用，大家似乎挺懷念以往的獨裁社會。                                                                             |
| 第18集 | 要改變就要有犧牲的準備，輸打贏要只是幼稚行為，根本沒可能做大事。為了改變，我絕對有作出犧牲的準備，跟其他人不同的是我會確定犧牲的那個人不是我，所以我一定是最後的贏家。 |
| 第19集 | 當我年輕的時候，我也曾經很熱血、很激進。但現實往往會用一種很嚴厲的方式告訴你，這樣做改變不了世界。漸漸地……我變成為了有媒體報道而激進；漸漸地……我為了每個月的薪金而抗爭。最後跟其他人一樣，為權利而出賣一切。我想說的……是我來到今時今日的位置，我的確犧牲了很多東西。                                                                                   |
| 第20集 | 你看看，這世界需要的是時限法。在時限法底下，大家生活得安定繁榮，甚麼都不用想。說了那麼久，這個故事也應該說完，要維持這個新世界的秩序，國家的未來，就視乎阿嵐這類年輕人的想法。我的經驗告訴我，當你將所有信念和人性全部出賣的時候，名和利就離你不遠。要反抗，注定成為失敗者；還是效忠國家，擁有所有物質享受。你們的未來掌握在自己手上。                 |

## 每集列表
| 集數 | 標題（劇中顯示） | 標題（重溫網頁顯示） | 首播日期       | 備註                      |
| ---- | ---------------- | -------------------- | -------------- | ------------------------- |
| 01   | 無常             | 時限法               | 2018年11月19日 |                           |
| 02   | 一念             | 新的戀人關係         | 2018年11月20日 |                           |
| 03   | 妄想             | 秘密地點             | 2018年11月21日 |                           |
| 04   | 執著             | 私下輯兇             | 2018年11月22日 |                           |
| 05   | 曇花             | 喚起子晴一些回憶     | 2018年11月23日 |                           |
| 06   | 煩惱             | 求子晴與嵐斷絕來往   | 2018年11月26日 |                           |
| 07   | 宿命             | 青春劑               | 2018年11月27日 |                           |
| 08   | 修羅             | 絶望中遇見事件       | 2018年11月28日 |                           |
| 09   | 開悟             | 作出終極痛苦的決定   | 2018年11月29日 |                           |
| 10   | 因果             | 有關子晴的秘密       | 2018年11月30日 |                           |
| 11   | 在劫             | 勞教所不止懲罰犯人   | 2018年12月3日  |                           |
| 12   | 心亂             | 變成好朋友           | 2018年12月4日  |                           |
| 13   | 自縛             | 喜出望外             | 2018年12月5日  |                           |
| 14   | 彌勒             | 難以置信的秘密       | 2018年12月6日  |                           |
| 15   | 淨土             | 被招攬加入組織       | 2018年12月7日  |                           |
| 16   | 痴心             | 再重逢               | 2018年12月10日 |                           |
| 17   | 泡影             | 一切恩怨來個了斷     | 2018年12月11日 |                           |
| 18   | 苦海             | 被組織推舉為領袖     | 2018年12月12日 |                           |
| 19   | 浮屠             | 放棄行動             | 2018年12月13日 |                           |
| 20   | 眾生             | 到達鐘樓的心臟       | 2018年12月15日 | 大結局 於00:30－01:00播出 |

## 配樂

### 原創主題曲及插曲
| 歌名       | 歌手      | 作曲   | 作詞   | 編曲   | 監製                              |
| ---------- | --------- | ------ | ------ | ------ | --------------------------------- |
| 《博弈論》 | 曹震豪    | 林龍傑 | 陳心遙 | 林龍傑 | Kobalt Music Publishing Asia Ltd. |
| 《破鏡詞》 | Judas Law | 林龍傑 | 陳心遙 | 林龍傑 | Kobalt Music Publishing Asia Ltd. |

## 製作團隊
| - 導演：林龍傑 - 副導演：施穎隆 - 監製：林龍傑 - 原著：藍橘子《假若要為愛情加上一個期限》 - 故事：林鶴芸 - 編劇：林龍傑 - 製片：文恩明（韓國）、胡凱晴（香港） - 製片助理：許嘉樂、權惠賢（韓國） - 攝影指導：吳栢軒、甄浩賢 - 攝影：劉震聲、李顯君、關銘輝、鄧志朗 - 攝影助手：黎家俊、陳樂婷、冼嘉聰、陳方圓、馮志偉 - 航拍：甄浩賢、陳澤楓 - 燈光：梁凱 - 燈光助手：黃詩洛、戴子汧、王億峰、譚焯昇、張澡兵、梁俊傑、劉智聰 - 收音：葉耀東、姚加睿 - 混音：cwc.com.co - 原創音樂/音響設計：林龍傑 - 音響助理：譚景源@cwc.com.co - 武術指導：黃偉輝 | - 美術：許嘉樂、黃頌恩、楊樂兒 - 美術助理：彭浩堅、李安珩、郭振霖 - 服裝造型設計：伍華建 - 服裝助理：梁奉茹 - 化妝：林少嫦 - 化妝助理：陳卓鴻 - 平面設計：譚景源@cwc.com.co - 視覺設計：翁綽瑤@cwc.com.co - 電腦特效：譚譯諱、謝雋佳、翁綽瑤@cwc.com.co - 剪接：林龍傑 - 剪接助理：翁綽瑤@cwc.com.co - 調色：甄浩賢 - 韓語翻譯：禹顯津、李秀真 - 字幕：黎仲賢@cwc.com.co、彭雪珠@cwc.com.co - 場務：黎衍廷、周侃忠、陳錦培、蔡廣業、黃樂衡、林旭、金辰活（韓國）、李權活（韓國）、李政妍（韓國）、鄭承明（韓國） - 場記：梁家樂 - 財務：文恩明@cwc.com.co |

## 外部連結
- ViuTV《假若愛有期限》官方節目重溫 （页面存档备份，存于）
- YouTube上的《假若愛有期限》主題曲 -《博奕論》MV
- YouTube上的《假若愛有期限》片尾曲 -《破鏡辭》MV
- 豆瓣电影上《假若愛有期限》的資料 （简体中文）

## 作品的變遷
| 香港 ViuTV 星期一至五 23:30－00:00 · 2018年12月15日 星期六 00:30－01:00 | 香港 ViuTV 星期一至五 23:30－00:00 · 2018年12月15日 星期六 00:30－01:00                                                        | 香港 ViuTV 星期一至五 23:30－00:00 · 2018年12月15日 星期六 00:30－01:00 |
| ----------------------------------------------------------------------- | --- | ----------------------------------------------------------------------- |
|                                                                         | 假若愛有期限 （2018年11月19日－2018年12月15日）                                                                                |                                                                         |
| 迷失假期 （2018年10月22日－2018年11月16日）                             | L.O.V.E.臣 （23:30－23:45） （2018年12月17日－2018年12月21日）十五分鐘熱度 （23:45－00:00） （2018年12月17日－2018年12月21日） |                                                                         |
| 香港 ViuTV 星期二至六（星期一至五深夜）01:00－01:30                     | |                                                                         |
| 仇老爺爺（重播） （2023年4月7日－2023年5月4日）                         | 假若愛有期限（重播） （2023年5月5日－2023年6月1日）                                                                            | 已讀不回（重播） （2023年6月2日－2023年6月29日）                        |